# Cabera reducta
Cabera reducta là một loài bướm đêm trong họ Geometridae.